# Новопетрівка (Краматорський район)
Новопетрі́вка — село Новодонецької селищної громади Краматорського району Донецької області, України. Населення становить 122 осіб.

## Історія
15 квітня 1921 загін махновця Кожи займає село Новопетрівку, у котрому повстанці застали зненацька і захопили в полон 7 роту 72 полку ВЧК. Командир роти і старшина були порубані, 40 червоноармійців потрапили в полон, іншим вдалося втекти.